# Final Doom
Final Doom — компьютерная игра в жанре шутера от первого лица, разработанная командой TeamTNT и братьями Дарио и Майло Касали. Игра была выпущена компанией id Software и распространялась GT Interactive в 1996 году. Final Doom была выпущена для операционных систем MS-DOS и Macintosh, а также для игровой системы PlayStation. Версия для PlayStation включала в себя уровни как из Final Doom, так и из дополнения Master Levels for Doom II.
Final Doom является третьей игрой в серии Doom и состоит из двух эпизодов по 32 уровня в каждом: TNT: Evilution и The Plutonia Experiment. В отличие от TNT: Evilution, которая была официально лицензирована, The Plutonia Experiment была создана по просьбе команды id Software. Сюжет обоих эпизодов разворачивается после событий Doom II. Саундтрек TNT: Evilution состоит преимущественно из новых композиций с добавлением нескольких треков из Doom II, в то время как саундтрек The Plutonia Experiment полностью состоит из композиций из Doom и Doom II.
Версия игры 1.9, но она не совместима ни с The Ultimate Doom версии 1.9 (несколько по-другому ведут себя телепорты), ни с Doom II 1.9. В .EXE были добавлены новые имена .IWAD-файлов и уровней, текстовые вставки.
Для запуска Final Doom не требовалось наличие Doom II. В то же время .WAD-файлы Final Doom можно использовать и в обычном Doom II через ключ командной строки -file, который позволяет подключать к игре сторонние .WAD-файлы.

## Разработка
Сообщество из более чем 100 моддеров для Doom, называвшее себя Team TNT, в конце 1995 года должно было выпустить бесплатный большой и качественный сборник карт (WAD). Но вмешался Джон Ромеро, предложив коммерциализировать пакет. Наиболее активные участники создали юридическое лицо — «трест Team TNT» — и, несмотря на протесты в Интернете, довели переговоры до конца.
Уровни из TNT оформлены богаче исходного Doom. Использовались все резервы движка Doom: разработчики расширили ассортимент анимационных текстур, иногда использовались «невидимые сектора». В исходной игре скайбокс четырежды повторял одну и ту же текстуру, в TNT сделали текстуру вчетверо большего размера на все 360°. Игра незначительно сложнее Doom II: Hell on Earth, и кооперативная игра сильного игрока со слабым приносила удовольствие тому и другому.
Исходная версия TNT содержит ошибку: на 31-м (секретном) уровне жёлтый ключ присутствует только в многопользовательской игре; впоследствии вышел патч, исправляющий эту и некоторые другие ошибки. Впрочем, версия, наиболее распространённая в бывшем СССР, уже пропатчена.
4 уровня из TNT разработаны братьями Касали, которые позднее вышли из Team TNT и самостоятельно сделали The Plutonia Experiment.
Несколько уровней, разработанных Дарио и Мило Касали, попали к Америкэну Макги, продюсеру id Software. Он и предложил братьям сделать целый 32-уровневый WAD, работа была выполнена за 4 месяца. В то время братья были студентами — учёбу пришлось забросить. Графически The Plutonia Experiment получился беднее TNT. Хотя новые текстуры и были, стиль Doom был сохранен. Проработка уровней была сделана на уровне оригинальных частей, а сложность была значительно выше, чем в Doom или Doom II. Дарио признался, что его уровни — для тех, кому мало Doom II на максимальной сложности. При переносе игры на Playstation уровни пришлось упрощать.

## Сюжет

### TNT: Evilution
Эксперименты по телепортации космических кораблей с одной планеты на другую продолжились на спутнике Юпитера, Ио. Лаборатория охранялась ротой космодесантников: каждый раз, когда из телепорта показывались демоны, им давали отпор. Но однажды вместо корабля-снабженца к базе причалило нечто из стали и костей, наполненное демонами…

### The Plutonia Experiment
После череды неудачных экспериментов с порталами между мирами, UAC решила закрыть их раз и навсегда. Началось строительство «квантового ускорителя», но демоны опередили её, захватив стройку. Космодесантник, оказавшийся поблизости, решил пробраться туда в одиночку.

## Оценки
В своей рецензии на ПК-версию игры, опубликованной в издании GameSpot, Джим Варнер заявил, что Final Doom является пустой тратой денег, поскольку, по сути, представляет собой лишь новый набор уровней для Doom. Он отметил, что в интернете уже доступны тысячи аналогичных пользовательских карт, которые можно загрузить бесплатно.
| Сводный рейтинг       | Сводный рейтинг                          |
| Агрегатор             | Оценка                                   |
| --------------------- | ---------------------------------------- |
| GameRankings          | (PC) 56,00 % (MAC) 60,00 % (PS1) 80,71 % |
| Иноязычные издания    |                                          |
| Издание               | Оценка                                   |
| EGM                   | (PS1) 6,125/10                           |
| GameSpot              | (PC) 4,6/10                              |
| Next Generation       | (PS1)                                    |
| Русскоязычные издания |                                          |
| Издание               | Оценка                                   |
| «Игромания»           | [ 9 ]                                    |
| «Страна игр»          | 4/5                                      |